# Стохід (ліва притока Прип'яті)
Стохід — річка у Зарічненському районі Рівненській і Волинській областях України. Ліва притока Прип'яті (басейн Дніпра).

## Опис
Бере початок у Волинській області. Впадає в річку Прип'ять поблизу села Дубчиці і є її лівою притокою. Довжина річки 26,0 км, в межах Зарічненського району — 24 км, площа 56 км². Живлення снігове та дощове. У басейні річки Стохід знаходиться озеро Омит та меліоративна система «Сенчиці».
Має 7 приток довжиною до 10 км (струмків).

## Іхтіофауна
У річці Стохід трапляються 33 види променевих риб і мінога українська. Список найчисленніших видів такий самий як і для річки Прип'ять. Трапляються одиничні екземпляри рибця (поблизу с. Прикладники Зарічненського району). Дуже рідко трапляється ялець звичайний. На проточних ділянках річки поодиноко трапляється бистрянка російська. У басейні верхньої течії поширений озерний гольян звичайний. Поодиноко трапляється гірчак європейський. Має звичайну чисельність пічкур звичайний. Трапляються головень європейський, карась звичайний.